# Make America Great Again
Make America Great Again (afkorting: MAGA) is een campagneleus gebruikt in de Amerikaanse politiek. De leuze werd voor het eerst gebruikt door president Ronald Reagan in de presidentiële campagne van 1980. Ook president Donald Trump maakte tijdens de Amerikaanse presidentsverkiezingen in 2016 veelvuldig gebruik van de slagzin. "Make America Great Again" heeft als kreet duidelijk een nationalistische en revisionistische grondslag, er wordt verwezen naar tijden waarin het beter zou zijn geweest.
President Reagan gebruikte de leus in een tijd waarin de Amerikaanse economie gekenmerkt werd door economische malaise waarbij er zelfs sprake was van stagflatie. Hij gebruikte de economische crisis van het land als springplank naar populariteit, en poogde het patriottisme onder de Amerikaanse bevolking aan te wakkeren. Ook voormalig president Bill Clinton gebruikte de woorden "Make America Great Again" in de verkiezingen van 1992, alhoewel hij de kreet later tijdens de campagne van 2016 (waar zijn echtgenote Hillary Clinton aan deelnam) bekritiseerde en het racistisch hondengefluister noemde.

## Presidentsverkiezingen 2016

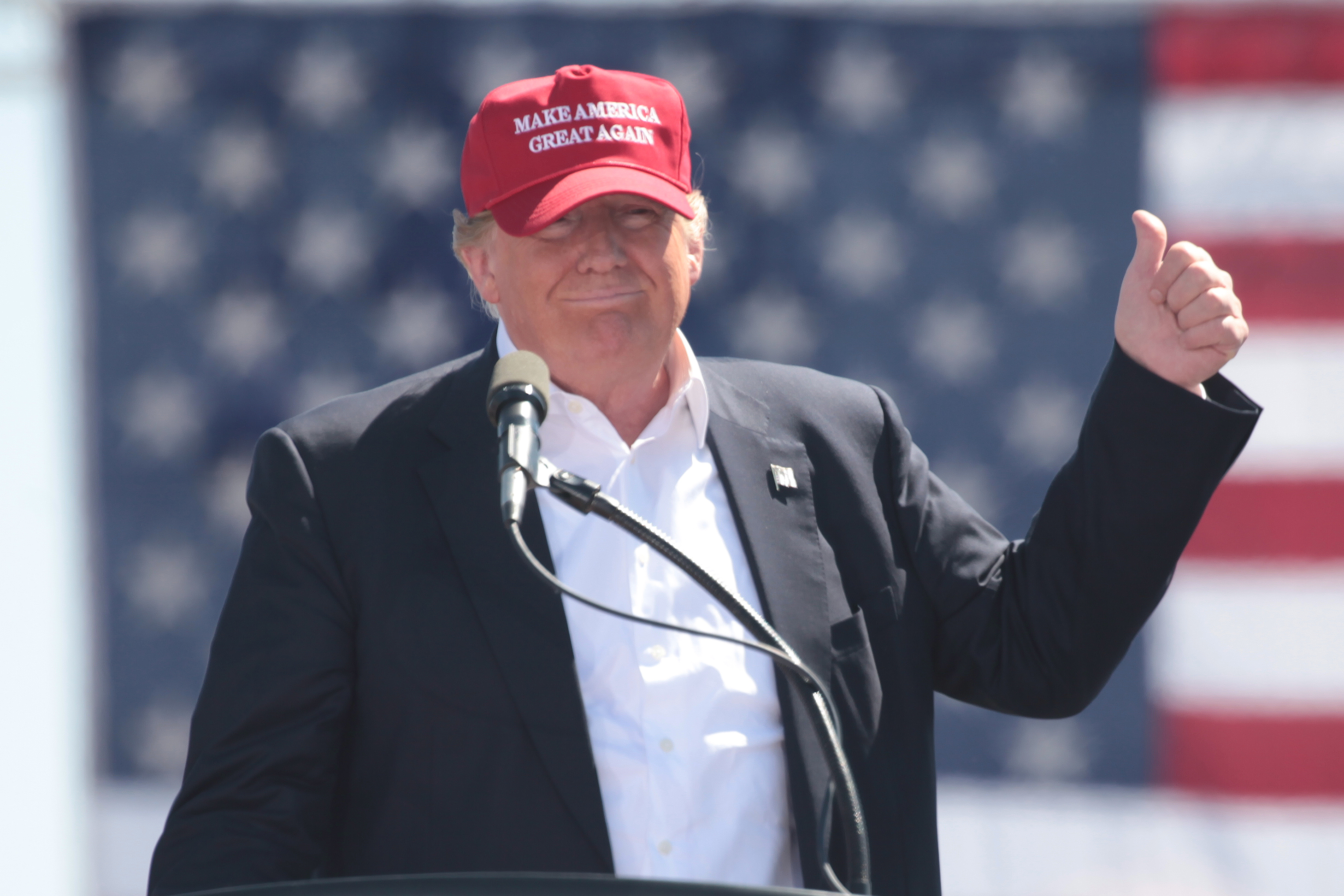
President Donald Trump met een pet waar "Make America Great Again" op staat

In december 2011 legde Donald Trump een verklaring af waarin hij zei dat hij niet kon uitsluiten in de toekomst als presidentieel kandidaat uit te komen. Daarbij gaf hij de volgende verklaring: "I must leave all of my options open because, above all else, we must make America great again" (vertaling: "ik moet alle opties openhouden omdat we, boven alles, Amerika opnieuw groots moeten maken"). Toen was deze uitspraak nog niet kenmerkend voor de retoriek van Trump.
Trump begon de leus formeel te gebruiken op 7 november 2012, daags nadat Barack Obama herverkozen was in de strijd tegen Mitt Romney. Aanvankelijk overwoog Trump We Will Make America Great, maar deze leuze miste volgens hem slagkracht. Een volgende optie was Make America Great, maar die woorden waren problematisch aangezien ze zouden impliceren dat de Verenigde Staten nooit groots waren geweest. Uiteindelijk werd het Make America Great Again, waarna hij de leus door een advocaat liet registreren. Trump verklaarde nadien dat hij zich er tot 2015 niet van bewust was dat Reagan dezelfde leus al in 1980 had gebruikt, waarbij hij opmerkte dat Reagan had nagelaten die te registeren. Op 12 november tekende hij het patent dat ervoor zorgde dat hij de exclusieve rechten verkreeg voor het gebruik van de leuze voor politieke doeleinden.
De republikein gebruikte de leus vaak tijdens zijn campagne, waarbij vooral het gebruik van rode hoofddeksels opviel waarop de zin in witte letters geschreven stond. De leus was zo belangrijk voor het campagneteam, dat het budget voor de productie van de hoofddeksels groter was dan het bedrag dat aan opiniepeilingen, het inwinnen van advies of televisiereclame werd uitgegeven. Na de verkiezingsoverwinning van Trump was zijn presidentiële transitiebeleid te lezen op de website greatagain.gov. In januari 2017 liet Trump weten dat de leus van zijn herverkiezingscampagne Keep America Great! (vertaling: "hou Amerika groots") zal worden. Ook deze leuze liet hij reeds registreren.